# Холленштайн, Денис
Де́нис Хо́лленштайн (нем. Denis Hollenstein; род. 15 октября 1989, Цюрих) — швейцарский хоккеист, нападающий клуба «Цюрих Лайонс». Серебряный призёр чемпионата мира 2013 года в составе национальной сборной. Сын многолетнего капитана «Клотена», 4-кратного чемпиона Швейцарии Феликса Холленштайна.

## Карьера

### Клубная
Денис Холленштайн начал карьеру в юношеской команде клуба «Клотен Флайерз». Вскоре перешёл в Гелф Шторм (Хоккейная лига Онтарио) за которую в общей сложности отыграл 104 матча и забил 39 шайб. В сезоне 2009/10 он вернулся в Клотен Флайерз. С 2013 года выступает за команду Женева-Серветт. Обладатель Кубка Шпенглера 2013 года.

### Сборная
За сборную Швейцарии Холленштайн выступал в чемпионате мира среди юниоров 2007 года и в молодёжном чемпионате мира 2008 года.
На чемпионате мира 2012 года он впервые выступает за взрослую сборную на крупном международном турнире.